# Arthur Saint-Léon
Arthur Saint-Léon (París, 17 de setembre de 1821 – París, 2 de setembre de 1870) fou coreògraf i mestre del Ballet Imperial de Sant Petersburg de 1859 a 1869.
Fill d'un director de ball en un teatre d'Estrasburg, estudià amb gran profit el violí i la dansa. Es presentà per primera vegada com a ballarí en un teatre de Múnic, i recollí molt aplaudiments en altres ciutats, principalment a Londres, on va contraure matrimoni amb la ballarina Fanny Cerrito, amb la qual es traslladà a París; el matrimoni fou contractat per actuar en el teatre de l'Òpera; allà es presentaren amb el <ballet> La fille de marbre, de la qual part coreogràfica era autor el mateix Saint-Léon. A aquestes obres li seguiren La vivandière (1848) i Le violon du diable (1849), en què es presentà Saint-Léon com a coreograf, ballarí, violinista i compositor dels retalls musicals d'aquest espectacle.
Després s'encarregà de dirigir els balls que s'executaren en el teatre Reial de Lisboa, i allà hi va romandre durant un cert temps, tornant després a presentar-se a l'Òpera de París amb els nous ballets, també de la seva composició, Stella ou les contrabandiers i Pâquerette. En el teatre Líric, de la capital francesa, representà les dues òperes-ballet, Les lutin de la vallée i Le danseur du roi, la música de la qual havia compost en part.
Es traslladà a Rússia on continuà recollint molts èxits; deu anys després retornà a París, presentant-se de nou en l'Òpera amb els balls Diavoline, Néméa ou L'amour vengé (1863), i, finalment amb Coppélia (1870), la tan celebrada producció de Léo Delibes.